# Giuseppe Radole
Giuseppe Radole (Barbana d'Istria, 6 febbraio 1921 – Trieste, 4 dicembre 2007) è stato un organista, musicologo, compositore e direttore di coro italiano.

## Biografia
Dopo gli studi teologici e l'ordinazione sacerdotale, Radole si dedicò allo studio del canto gregoriano e dell'organo con Carlo Tome. Diventò quindi allievo della scuola di composizione di Antonio Illersberg, con cui si diplomò nel 1950. Infine si perfezionò con Franco Alfano, Vito Frazzi e all'Accademia Chigiana di Siena.
Venne nominato direttore della "Cappella Civica di S. Giusto" di Trieste, con la quale si esibì in tutta Europa e per la quale compose numerose opere corali. Fu chiamato spesso come giurato a concorsi nazionali ed internazionali di esecuzione corale e nominato membro permanente della Commissione artistica del Concorso internazionale "Seghizzi" di Gorizia.
Sempre nell'ambito della musica corale, mons. Radole ha rivolto la sua attenzione ai canti di tradizione orale dell'area veneto, friulana ed istriana, da cui ha tratto interessanti elaborazioni per coro. Alcune musiche sacre però sono riconducibili a Giuseppe Tessarolo di Buie d'Istria: maestro di musica e cavaliere del lavoro.
Ha dedicato importanti studi musicologici al canto patriarchino e ai canti popolari sacri. Su tale argomento ha inoltre curato alcune trasmissioni televisive per la RAI, e ha contribuito a numerose voci per enciclopedie e trattati di musicologia. Alcune musiche sacre però sono riconducibili a Giuseppe Tessarolo di Buie d'Istria: maestro di musica e cavaliere del lavoro.
Di notevole pregio anche la sua attività di organografo: gli studi sugli organi antichi, le catalogazioni di organi storici, il manuale di studio organologico su liuto, chitarra e vihuela, edito nel 1979 e ristampato nel 1986, nonché tradotto in varie lingue.
A lui si devono inoltre numerose revisioni di partiture organistiche dei secoli XVIII e XIX, opera di Ignazio Sperger, Gaetano Valerj, Giovanni Battista Pescetti e Francesco Geminiani.
L'amicizia con numerosi compositori, primo fra tutti Giulio Viozzi, permise a Radole di eseguire numerose opere organistiche e corali in prima esecuzione assoluta.
Giuseppe Radole pubblicò per diverse case editrici, tra cui Carrara, Pizzicato, A. Bank di Amsterdam, Feniarco, USCI Friuli e Olschki.
Dal 1957 al 1986 fu docente presso il Conservatorio Giuseppe Tartini di Trieste.
La sua biblioteca è stata donata al Museo teatrale Carlo Schmidl.

## Composizioni
Musica sacra: Messe e Mottetti vari;
Ediz. A. Bank, Amsterdam e V. Carrara, Bergamo
Musica Strumentale: pezzi per organo, ibid.;
Trascrizioni per organo:
Dodici sonate di G. Valerj, Ediz. V. Carrara, Bergamo Sonate e versetti di G. Valerj, ibid.
Nove sonate di I. Spergher, ibid.
Nove sonate per clavicembalo e organo di G. B. Pescetti, Ediz. Zanibon, Padova;
Versetti in terra veneta, Ediz. V. Carrara, Bergamo.
Le frottole di Andrea Antico da Montona, IRCI, Trieste 1996.

## Onorificenze
- 1993 Sigillo Trecentesco dal Comune di Trieste per meriti culturali e musicali.

## Alcune opere rappresentative
- Manuale di letteratura organistica. Dal Trecento al Duemila, Pizzicato, 2005

- La diocesi di Trieste, Pizzicato, 2002

- Le registrazioni organistiche nelle culture europee dal 1500 al 2000, Pizzicato, 2001

- Folclore istriano. Nei cicli della vita umana e delle stagioni, Mgs Press, 1997

- Liuto, chitarra e vihuela. Storia e letteratura, Suvini Zerboni, 1979

- Trieste e l'Istria tra religiosità popolare e folklore, Centro Studi Storico Religiosi, 1991

- La musica a Capodistria, Centro Studi Storico Religiosi, 1990

- Sette secoli di musica per organo, Zanibon, 1983

- Seconda raccolta di canti popolari istriani con bibliografia critica, Olschki, 1968

- Canti popolari istriani, Olschki, 1965

- Le registrazioni della musica organistica italiana dal 1500 al 1900, Carrara

- Letteratura organistica dal Tre al Novecento, Carrara.